# آيت عبد المالك (الحجامة)
آيت عبد المالك هو دُوَّار يقع بجماعة آيت بويحيى الحجامة، إقليم الخميسات، جهة الرباط سلا القنيطرة في المملكة المغربية. ينتمي الدوّار لمشيخة الحجامة التي تضم 3 دواوير. يقدر عدد سكانه بـ 429 نسمة حسب الإحصاء الرسمي للسكان والسكنى لسنة 2004.

## وصلات خارجية
- البوابة الوطنية للجماعات الترابية
- المندوبية السامية للتخطيط